# Kentucky Derby 1908
Kentucky Derby 1908 var den trettiofjärde upplagan av Kentucky Derby. Löpet reds den 5 maj 1908 över 1 1⁄4 miles (2 012 m). Löpet vanns av Stone Street som reds av Arthur Pickens och tränades av John W. Hall.
Förstapriset i löpet var 4 850 dollar. Åtta hästar deltog i löpet. En tung och lerig bana gjorde att segertiden 2:15.20 blev den långsammaste någonsin. Segraren Stone Street var spelad till oddset 61-1, och det var senaste gången en segrare i Kentucky Derby förlorat sitt senaste löp med 10 längder eller mer.

## Resultat
| P | S | Häst         | Jockey          | Tränare          | Ägare                          | Tid     |
| - | - | ------------ | --------------- | ---------------- | ------------------------------ | ------- |
| 1 | 4 | Stone Street | Arthur Pickens  | John W. Hall     | C. E. "Bud" & John W. Hamilton | 2:15.20 |
| 2 | 2 | Sir Cleges   | Charles Koerner | Peter W. Coyne   | George J. Long                 |         |
| 3 | 1 | Dunvegan     | Paul Warren     | William J. Young | Johnson N. Camden Jr.          |         |
| 4 | 8 | Synchronized | Fred Burton     | Fred Luzader     | D. Armstrong                   |         |
| 5 | 5 | Banbridge    | Vincent Powers  | David Henry      | Barney Schreiber               |         |
| 6 | 3 | Milford      | Andy Minder     | William H. Fizer | W. H. Fizer & Co.              |         |
| 7 | 6 | Bill Herron  | James Lee       | William J. Young | Barney Dreyfuss                |         |
| 8 | 7 | Frank Bird   | J. Williams     |                  | W. A. Hughes                   |         |

Segrande uppfödare: James B. A. Haggin; (KY)